# MHIパワーエンジニアリング
MHIパワーエンジニアリング株式会社（エムエイチアイパワーエンジニアリング、英: MHI Power Engineering Co., Ltd.）は、神奈川県横浜市中区に本社を置く三菱重工直系のエンジニアリング会社。
2015年10月、三菱日立パワーシステムズエンジニアリング（現・三菱重工パワーインダストリー）から統合エンジニアリング部門を分離独立して設立した。

## 沿革
- 2015年（平成27年）10月1日 - 三菱日立パワーシステムズエンジニアリング（現・三菱重工パワーインダストリー）から分離独立し、MHPSエンジニアリング株式会社を設立。
- 2017年（平成29年）4月1日 - 原動機建設事業部を三菱日立パワーシステムズインダストリーに移管。長崎事業部の特殊機械対応部門をエムエイチアイオーシャニクス株式会社に移管。
- 2018年（平成30年）1月1日 - 環境・化学プラント事業部をMHIプラントエンジニアリング＆コンストラクション株式会社に分離。
- 2020年（令和2年）9月1日 - 社名をMHIパワーエンジニアリング株式会社に変更[1]。

## 事務所
- 本社 - 〒231-8715 神奈川県横浜市中区錦町12番地（三菱重工業横浜製作所内）
- 横浜事業部
  - 本牧地区 - 〒231-8715 神奈川県横浜市中区錦町12番地（三菱重工業横浜製作所内）
  - YBA - 〒220-0012 神奈川県横浜市西区みなとみらい4丁目4番2号（横浜ブルーアベニュー）
  - 日石横浜ビル - 〒231-0062 神奈川県横浜市中区桜木町一丁目1番地8号
  - （茨城）日立地区 - 〒317-8585 茨城県日立市幸町3丁目1番1号
- 高砂事業部
  - 高砂地区 - 〒676-0008 兵庫県高砂市荒井町新浜2丁目8番19号
- 長崎事業部
  - 飽の浦地区 - 〒850-8610 長崎県長崎市飽の浦町1番1号
  - （広島）観音地区 - 〒733-8553 広島県広島市西区観音新町4丁目6番22号

## 事業内容
- 各種新設プラントの基本計画、詳細設計、建設、試運転
- 既設プラントの改造工事、アフターサービス、保全工事
- メカトロ・FA、コンピュータ制御装置の設計製作
- 各種機械・装置の設計業務
- 試験設備の設計製作
- 各種構造物構造解析
- 各種ITシステムの開発・設計・製作
- 各種技術コンサルティング

## 主要製品
- 高精度3次元デジタルカメラ計測システム（PIXXIS）／床版打設順序検討プログラム／送出し架設補強検討システム
- 大型冷却塔設備
- VPSA 酸素発⽣装置（Vacuum Pressure Swing Adsorption）

## 労働組合
- 日本基幹産業労働組合連合会に加盟

## 所属等
- 一般社団法人日本機械学会
- かながわ森林再生パートナー
- かながわSDGsパートナ－

## その他
- 2018年（平成30年）5月 - 環境人づくり企業大賞2017奨励賞 受賞
- 2018年（平成30年）12月 - 兵庫県くすのき賞 受賞
- 2019年（令和元年）7月 - 高砂市頌志賞 受賞
- 2019年（令和元年）7月 - 神奈川県知事より感謝状「森林再生パートナー」
- 2020年（令和2年）10月 - 令和2年度気候変動アクション環境大臣表彰 受賞
- 2021年（令和3年）2月 - 第24回環境コミュニケーション大賞優良賞 受賞
- 2021年（令和3年）2月 - 三菱重工Best Innovation 2020 環境・プラクテイス賞 受賞
- 2021年（令和3年）3月 - 環境人づくり企業大賞2020優秀賞 受賞